# Fedorivka, Melitopol
Fedorivka (în ucraineană Федорівка) este un sat în comuna Terpinnea din raionul Melitopol, regiunea Zaporijjea, Ucraina.

## Demografie
Componența lingvistică a localității Fedorivka
     Rusă (88,64%)
     Ucraineană (11,36%)
Conform recensământului din 2001, majoritatea populației localității Fedorivka era vorbitoare de rusă (88,64%), existând în minoritate și vorbitori de ucraineană (11,36%).